# Periophthalmus malaccensis
Periophthalmus malaccensis är en fiskart som beskrevs av Eggert, 1935. Periophthalmus malaccensis ingår i släktet Periophthalmus och familjen smörbultsfiskar. Inga underarter finns listade i Catalogue of Life.